# Musotima dryopterisivora
Musotima dryopterisivora là một loài bướm đêm trong họ Crambidae.